# Philipp Wilhelm Plessing

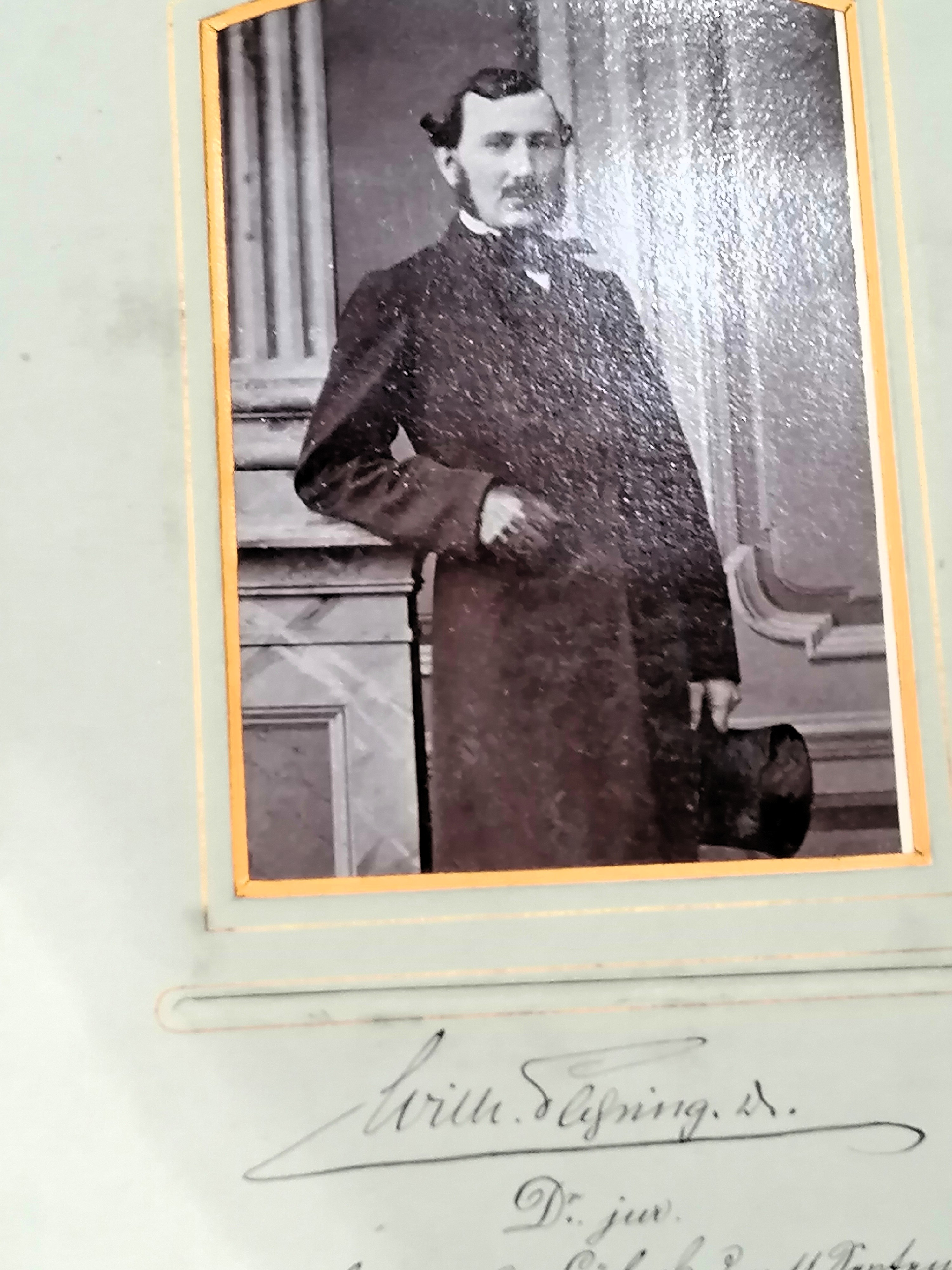
Philipp Wilhelm Plessing

Philipp Wilhelm Plessing (* 11. September 1823 in Lübeck; † 17. Mai 1879 in Berlin) war ein deutscher Rechtsanwalt, Notar und Politiker in Lübeck.

## Leben
Plessing war Enkel des Lübecker Bürgermeisters Johann Philipp Plessing. Seine Eltern waren der Niedergerichtsprokurator und Landgerichts-Aktuar Johann Philipp Plessing (1791–1851) und seine Ehefrau Clara Alphonsine geb.Baudouin, Tochter des Gutsbesitzers von Mori und Eckhorst.
Nach dem Abitur am Katharineum zu Lübeck begann er 1841 an der Rheinischen Friedrich-Wilhelms-Universität Bonn Rechtswissenschaft zu studieren. 1842 wurde er im Corps Palatia Bonn aktiv. Als Inaktiver wechselte er an die Universität Rostock, die Georg-August-Universität Göttingen und die Friedrich-Wilhelms-Universität Berlin. Er promovierte zum Dr. iur.  und ließ sich in Lübeck als Rechtsanwalt und Notar nieder.
Er war Garnisonsauditeur beim Infanterie-Bataillon und Mitglied der Direktion der Lübeck-Büchener Eisenbahn. Er gehörte seit 1863 der Lübecker Bürgerschaft an und war seit 23. Dezember 1867 auch Senator von Lübeck. Als Nationalliberaler wurde er im August 1867 für den Reichstagswahlkreis Hansestadt Lübeck in den ersten ordentlichen Reichstag des Norddeutschen Bundes gewählt; er trat aber noch im selben Jahr von diesem Mandat zurück, um das Senatsamt übernehmen zu können. Als Senator vertrat er die Stadt auch häufiger beim Reich. Er starb mit 55 Jahren im Berliner Hotel Royal.
Der Politiker Carl Theodor Plessing war sein Sohn; der Senator Heinrich Alphons Plessing ist sein jüngster Bruder. Das Familienarchiv der Plessing befindet sich im Archiv der Hansestadt Lübeck. Philipp Wilhelm Plessing ist in Thomas Manns Buddenbrooks als Bürgermeister Doktor Langhals erwähnt, den man „mit allgemeiner Ehrerbietung empfange“.

## Schriften
- Carl Georg Curtius: Darstellung seines Lebens und Wirkens. Lübeck: Asschenfeldt 1860 (Digitalisat)